# فرودگاه شهری کریستال سیتی-پایلوت ماوند/لوئیز
فرودگاه شهری کریستال سیتی-پایلوت ماوند/لوئیز (به انگلیسی: Crystal City-Pilot Mound/Louise Municipal Airport) یک فرودگاه خصوصی است که یک باند فرود چمن دارد و طول باند آن ۸۹۹ متر است. این فرودگاه در کشور کانادا قرار دارد و در ارتفاع ۴۶۵ متری از سطح دریا واقع شده‌است.